# Dirk Nuyts
Dirk Nuyts (Antwerpen, 20 maart 1952 – Schilde, 19 november 2024) was een Belgisch politicus voor de Christelijke Volkspartij / CD&V.

## Levensloop
Professioneel was hij meer dan 30 jaar actief als regiodirecteur bij Dexia bank, het latere Belfius.
Na 6 jaar gemeenteraadslid geweest te zijn in de gemeente Schilde werd hij er in 1989 schepen van jeugd, cultuur, sport en ontwikkelingssamenwerking. Lopende deze legislatuur werd hij eveneens ambtenaar van de Burgerlijke Stand. Na de lokale  verkiezingen van 1994 werd hij burgemeester te Schilde, hij leidde een coalitie van CD&V en VLD. 
Na een zeer moeizame coalitieonderhandeling bij de gemeenteraadsverkiezingen van 2000, niettegenstaande zijn persoonlijke hoge score, liet hij zijn aanspraak op de burgemeesterssjerp vallen en verkoos hij ontslag te nemen als gemeenteraadslid Hij werd opgevolgd als burgemeester door Yolande Avontroodt (VLD).